# Kasejovice (stacja kolejowa)
Kasejovice – stacja kolejowa w Kasejovicach, w kraju pilzneńskim, w Czechach. Położona jest na wysokości 530 m n.p.m.
Na stacji nie ma możliwości zakupu biletu, a obsługa podróżnych odbywa się w pociągu. 

## Linie kolejowe
- 191 Nepomuk - Blatná